# Montaż (technika)
Montaż jest łączeniem oddzielnych części w całość. W technice wiąże się to ze składaniem elementów w zespoły konstrukcyjne, a tych w maszyny i urządzenia. Działania montażowe realizowane są w oparciu o dokumentację techniczną.